# Hrabstwo Meeker
Hrabstwo Meeker (ang. Meeker County) – hrabstwo w stanie Minnesota w Stanach Zjednoczonych. Obszar całkowity hrabstwa obejmuje powierzchnię 644,78 mil2 (1 669,97 km²). Według danych z 2010 r. hrabstwo miało 23 300 mieszkańców. Hrabstwo powstało 23 lutego 1856 roku.

## Sąsiednie hrabstwa
- Hrabstwo Stearns (północ)
- Hrabstwo Wright (wschód)
- Hrabstwo McLeod (południowy wschód)
- Hrabstwo Renville (południowy zachód)
- Hrabstwo Kandiyohi (zachód)

## Miasta
- Cedar Mills
- Cosmos
- Darwin
- Dassel
- Grove City
- Kingston
- Litchfield
- Watkins